# Шишкин, Александр Павлович (поэт)
Ши́шкин, Алекса́ндр Па́влович  (родился 31 марта 1955, Москва) — российский поэт и издатель, основатель издательства «Арт Хаус медиа».

## Биография
Родился в Москве, окончил школу № 59 в Староконюшенном переулке, на Арбате, в 1971 году. Выпускник МГПИ им. В. И. Ленина, факультет русского языка и литературы (1979); окончил Финансовую академию при Президенте России, банковский факультет (1994); Институт «ЮрИнфоР-МГУ», правоведение (2000).
Член Союза российских писателей.

### Литературная деятельность
Литературной деятельностью занимается с 1973 года. Опубликованы книги стихов: «Corpus Animae» (М.: Союз-Дизайн, 2003), «Стихи на заданную тему» (М.: Арт Хаус медиа, 2009), "Кампус" (М.: Арт Хаус медиа, 2015). Публиковался в альманахах «Меценат и Мир», «Орфей», журналах «Дружба народов», «Комментарии» (поэма «Стоптанные камни», перевод с английского А. Шишкина), "Неман". Книга «Corpus Animae» получила диплом Международного московского книжного фестиваля.

### Издательская деятельность
В 2003 году Александр Шишкин основал издательство «Арт Хаус медиа» (www.ahm.ru), девиз которого: «Новые имена — читать достойное!». Среди авторов АХМ Мария Ватутина, Данила Давыдов, Сергей Жадан, Александр Кабанов, Олеся Николаева, Владислав Отрошенко, Андрей Поляков, Игорь Сид, Эдуард Шульман, Сергей Надеев, Андрей Коровин, Ольга Сульчинская, Григорий Кружков, Олег Хлебников, Анатолий Кобенков, Ирина Евса, Марина Кудимова, Александр Тимофеевский, Анна Саед-Шах, Доха Асси, Геворг Гиланц, Михаил Лаптев. Публикуемые издательством книги получили достойное признание критиков, так книга Эдуарда Шульмана «Полежаев и Бибиков» вошла в лонг-лист литературной премии «Русский Букер» — 2008, книга Олеси Николаевой «500 стихотворений и поэм» награждена Национальной премией «Лучшие книги и издательства» (2009) и премией «Книга года» (2009) в номинации «Поэзия», а книга Александра Кабанова «Бэтмен Сагайдачный» получила второе место в номинации «Поэзия» «Русской премии» — 2009. В 2010 году Санджар Янышев стал дипломантом премии "Московский счет" в номинации "Лучшая поэтическая книга года" за книгу "Стихотворения". В 2014 году Андрей Поляков за книгу «Письмо», выпущенную издательством «Арт Хаус медиа», получил «Русскую премию»  (номинация "Поэзия") и стал дипломантом поэтической премии "Московский счет". В 2016 году Ирине Евсе за книгу "ЮГО-ВОСТОК" были присуждены "Русская премия" и "Международная Волошинская премия". Специального диплома Союза российских писателей "Лучшая поэтическая книга 2016" на Международной Волошинской премии 2017 года был удостоен Сергей Надеев за книгу "Игры на воздухе".